# Європейська геостаціонарна служба навігаційного покриття

Карта наземної частини мережі EGNOS (натиснути для збільшення)

Європейська геостаціонарна служба навігаційного покриття (англ. European Geostationary Navigation Overlay Service, EGNOS) — система корекції сигналів від супутників навігаційних систем — GPS, ГЛОНАСС та Галілео — на території Європи. Призначена для підвищення точності та надійності супутникових систем. Підвищення точності забезпечується шляхом врахування сторонніх факторів, які можуть впливати на супутниковий сигнал, розрахування похибок та передачі відповідних поправок. 
Зона дії EGNOS охоплює всю Європу, північ Африки і невелику європейську частину Росії. Аналогічні системи (англ. GNSS Augmentation) діють на північноамериканському континенті (WAAS), в Японії (MSAS), у Росії (СДКМ), у Китаї (SNAS) та ін.
EGNOS взаємодіє з системами WAAS та MSAS.

## Склад і працездатність EGNOS
Система складається з:
- мережі базових (наземних) станцій моніторингу (англ. Ranging and Integrity Monitoring Stations, RIMS);
- головних станцій керування (англ. Master Control Centres, MCC[3]), які збирають та аналізують інформацію від наземних станцій та супутників, визначають похибки і формують поправки для зменшення/усунення похибок;
- геостаціонарних супутників, через які коригуючий сигнал транслюються на GPS-приймачі, що підтримують прийом диференційованих поправок.

Реалізація системи дозволила зменшити похибку визначення координат за допомогою GPS до 1,5 метра.
Довгий час система EGNOS діяла в тестовому режимі. Більшість часу система справді виконувала свої функції для Європи.
Передача сигналів супутникового радіонавігаційного доповнення здійснювалася за підпискою в режимі трансляції «точка—площа» зі швидкістю 600—900 бод.
1 жовтня 2009 віце-президент Європейської Комісії з транспортної політики анонсував офіційний початок роботи служби EGNOS.
Про готовність системи для критичних застосувань в авіації (англ. EGNOS Safety-of-Life Service) було оголошено 2 березня 2011 року.
На першому етапі система EGNOS включала 3 геостаціонарних супутники, що належали двом компаніям — Artemis та Inmarsat, кожна з яких мала свою незалежну мережу наземних станцій (загальна кількість — близько 40).
Першій компанії належав супутник під номером 124, другій — супутники Inmarsat-3 під номерами 120 і 126, один з яких перебував у геостаціонарній позиції над Індійським океаном. Номери відповідають GPS-приймачам компанії Garmin.
Згодом, через вичерпання ресурсу початкового угруповання супутників, їм на заміну були запущені інші, перелік яких наведений в таблиці. Однак загальна кількість активних супутників, як і раніше, не перевищує трьох.
| Назва супутника                            | NMEA / PRN          | Сигнали | Позиція | Статус    |
| ------------------------------------------ | ------------------- | ------- | ------- | --------- |
| Inmarsat 3-F2 (Atlantic Ocean Region-East) | NMEA #33 / PRN #120 | L1      | 15.5°W  | скасовано |
| ARTEMIS                                    | NMEA #37 / PRN #124 | -       | 21.5°E  | скасовано |
| Inmarsat 4-F2 (Europe Middle East Africa)  | NMEA #39 / PRN #126 | -       | 64°E    | активний  |
| Inmarsat 3-F1 (Indian Ocean)               | NMEA #44 / PRN #131 | -       | 64.5°E  | скасовано |
| SES-5 (a.k.a. Sirius 5 or Astra 4B)        | NMEA #49 / PRN #136 | L1 & L5 | 5.0°E   | активний  |
| Astra 5B                                   | NMEA #36 / PRN #123 | L1 & L5 | 31.5°E  | активний  |

## EGNOS в Україні
На всій території України (за винятком найбільш східних областей) прийом сигналів супутників EGNOS можливий навіть простими побутовими приймачами. Поки система не мала наземних станцій в Україні, практична користь варіювалася залежно від регіону. На кінець 2015 року система вкривала лише Львівську, Закарпатську та частково Волинську області. Система EGNOS протестована у взаємодії з поліпшуючою системою України[джерело?]. Інформація для формування поправок передавалася з RIMS м. Харків в Норвегію допомогою супутникового каналу в 2004 році[джерело?]. 
Угоду про співпрацю в проекті EGNOS/Galileo Україна та Європейський Союз підписали 2005 року в Києві. Україна ратифікувала угоду 2007-го року, а ЕС — восени 2013-го, з 1 грудня 2013 року вона набула чинності. Наприкінці 2013 року ЄС виділив Україні 1,45 млн євро на адаптацію до європейських стандартів законодавства та технічних регламентів у галузі супутникової навігації і дистанційного зондування Землі (ДЗЗ). 
Планами передбачалося розширення покриття EGNOS на територію України та розміщення в Україні трьох станцій RIMS. Практична підготовка до реалізації планів розпочалася 2015 року.
2018 року досягнуто домовленість про будівництво станції RIMS в аеропорту Жуляни. 
Будівництво базової станції моніторингу системи в Києві має забезпечити розширення зони обслуговування EGNOS на Західну й Центральну частини України та на деякі регіони Східної Європи, які охоплено системою не повністю.